# Cerathosia opisthochra
Cerathosia opisthochra là một loài bướm đêm trong họ Noctuidae.